# Bedoń-Wieś
Bedoń-Wieś – wieś w Polsce położona w województwie łódzkim, w powiecie łódzkim wschodnim, w gminie Andrespol.
W latach 1975–1998 miejscowość administracyjnie należała do ówczesnego województwa łódzkiego.
Wieś o charakterze rolniczym. Na terenie sołectwa znajduje się szkoła podstawowa, której patronem jest Jan Paweł II. Jest to najmłodsza placówka oświatowa powstała na terenie Gminy Andrespol. Na terenie sołectwa znajdują się udokumentowane złoża piasku budowlanego, obecnie praktycznie nieeksploatowane.